# Інтервенція (право)
Інтерве́нція (лат. interventio — втручання) — у міжнародному праві насильницьке втручання однієї чи кількох держав у внутрішні справи іншої держави, спрямоване проти її територіальної цілісності, або політичної незалежності. У наш час такі цілі означають несумісність з цілями і принципами Статуту ООН.

## Різновиди
Розрізняють збройну, економічну, дипломатичну та гібридну інтервенцію. Найнебезпечнішою формою для миру і незалежності країни, що стала об'єктом зазіхання, є збройна інтервенція, тобто збройне втручання, яке розглядають як агресію. Держава, що піддалася інтервенції, має право боротися проти неї всіма доступними їй засобами, а також вимагати покладання відповідальності на державу, котра здійснює інтервенцію.
Також розрізняють інтервенції
- індивідуальну та колективну — залежно від кількості держав-інтервентів,
- відкриту, при якій відбувається вторгнення збройних сил на територію іноземної держави, і приховану (замасковану). Прихована інтервенція може виявлятися у різних формах: фінансування антиурядових груп, організація громадянської війни всередині країни, засилання збройних банд або найманців тощо, прийняття різноманітних заходів, спрямованих на підрив економіки країни.

## Міжнародне право
Міжнародним правом інтервенція у всіх її видах і формах заборонена, що знайшло своє відображення в Статуті ООН і в інших міжнародних документах і договорах.